# El hombre del subsuelo
El hombre del subsuelo es una película de Argentina filmada en Eastmancolor dirigida por Nicolás Sarquís sobre su propio guion escrito en colaboración con Beatriz Guido y Luis Priamo según la novela Memorias del subsuelo de Fiodor Dostoievsky que se estrenó el 3 de septiembre de 1981 y que tuvo como actores principales a Alberto de Mendoza, Regina Duarte, Miguel Ligero e Ignacio Quirós.

## Sinopsis
Ambientada en 1930, un hombre atormentado y su mayordomo viven en una vieja casona de Adrogué en cuyo sótano se filman películas pornográficas siguiendo el testamento del abuelo.

## Reparto
- Alberto de Mendoza
- Regina Duarte
- Miguel Ligero …Severo
- Ignacio Quirós… McKinley
- Héctor Bidonde …Jalil
- Aldo Braga …Casanegra
- Juan Manuel Tenuta … Gallo Vanasco
- Ulises Dumont …Baibiene
- Rafael Rodríguez
- Roberto Mosca
- Walter Soubrié
- Sara Vinocour
- Fernanda Nucci
- Ludovica Álvarez
- Lucrecia Capello
- Antonio Ber Ciani
- Jesús Berenguer
- Mario Luciani

## Comentarios
La Agencia Tass dijo en un cable a propósito de la exhibición de la película en el Festival de Taskent:

«Los autores y actores lograron transmitir con convicción artística el énfasis humanista de la obra del escritor ruso, mostrando la complejidad del carácter humano y las relaciones mutuas de los protagonistas.»

Adrián Desiderato en La Prensa escribió:

«Lo más destacable de esta traslación, radica en haber logrado devolvernos intacto el espíritu creativo de Dostoievski con sus climas intimistas, cerrados, contrapunteándose con una realidad que no sólo aparece como velada, sino que además ahuyenta a los hombres, conminándoles a refugiarse en sí mismos.»

Jorge Miguel Couselo en Clarín dijo:

«El hombre del subsuelo recoloca a un director de talento en larga espera de continuidad.»

Manrupe y Portela escriben:

«Inesperada adaptación de Dostoievski, en la que el encierro como escape está subrayado por una ajustada descripción de personajes y buen tratamiento visual. Un film poco revisado.»

## Festivales y premios
La película participó en el Festival Internacional Taskent (Unión Soviética y obtuvo el Premio Dios de las Artes en el Festival Internacional de Cine de Damasco.